# Тихоокеанське
Тихоокеа́нське (каз. Тихоокеанское) — село у складі Тайиншинського району Північноказахстанської області Казахстану. Адміністративний центр Тихоокеанського сільського округу.
Населення — 390 осіб (2021; 642 у 2009, 856 у 1999, 908 у 1989).
Національний склад станом на 1989 рік:
- казахи — 39 %
- росіяни — 20 %.